# Горчар Катерина Георгіївна
 Катери́на Гео́ргіївна Горча́р (Ковальчу́к) (*5 серпня 1957, Інгуло-Кам'янка) — українська поетеса, журналістка.

## З життєпису
Народилася 5 серпня 1957 р. в с. Інгуло-Кам'янка Новгородківського району Кіровоградської області.
Закінчила філологічний факультет Центральноукраїнського педінституту.
У 1975-1979 роках працювала у школі.
Працювала у редакціях Новгородківської районої газети, обласної газети «Народне слово», всеукраїнської газети «Сільські вісті». Нині - всласний кореспондент обласної газети «Кіровоградська правда».
У 2006 році лауреат Обласної літературної премії ім. Євгена Маланюка.
Автор збірок поезій «Листи до любові» (1994), «Не приручений птах» (2001), «Мій серпень» (2003), «День, якого не було» (2008), «Дощ при місяці» (2008),  добірок віршів в колективних збірниках «Пелюстка світу», «Котигорошкове поле».